# Peppino Principe
Peppino Principe, noto anche come Tony Romano, pseudonimo di Giuseppe Principe (Monte Sant'Angelo, 5 settembre 1927 – Fermo, 8 marzo 2018), è stato un fisarmonicista italiano.

## Biografia
Peppino Principe proviene da una famiglia di musicisti (il padre era musicista affermato e il fratello abile clarinettista) e inizia fin da piccolo lo studio di clarinetto e sax, ma a causa di una caduta a seguito della quale si rompe il labbro superiore, deve cambiare strumento e si dedica alla fisarmonica.
Nel 1940, all'età di 13 anni, si trasferisce a Milano assieme al fratello per raggiungere il padre che intanto si era fatto conoscere col nome di "Principe" come jazzista. Nello stesso anno debutta come fisarmonicista solista per poi suonare dal 1943 per le truppe alleate. Assieme a Gorni Kramer contribuì a far conoscere la fisarmonica nel mondo del jazz, di cui diventò bravissimo interprete.
Nel 1946 iniziò le prime registrazioni e vinse il titolo di "Miglior fisarmonicista jazz" nel "Referendum jazz"; nel 1959 assieme a Cino Tortorella (alias Mago Zurlì) ideò, per la TV dei ragazzi, lo Zecchino d'oro di cui compose la sigla su testo di Mario Panzeri; l'orchestra delle prime edizioni milanesi era un suo quintetto, sigla che fu poi ripresa 20 anni dopo e utilizzata fino al 1997. Nel 1961 a Pavia riceve la massima onorificenza internazionale, l'"oscar della fisarmonica". Suona nel  1964 al teatro Ariston di Sanremo; nello stesso anno vince l'Ambrogino d'oro, da non confondere con l'omonimo festival canoro per bambini.
Segue una vita di  successi in cui con la sua fisarmonica Excelsior suona nei maggiori teatri del mondo, compone ed incide moltissimi dischi, sia di musica popolare sia musica classica e jazz. Ha composto e arrangiato numerosissimi pezzi tra i quali Il Volo del calabrone e Il Carnevale di Venezia.

## Discografia

### Come Tony Romano
- 1955 - Le dita magiche di Tony Romano (Fonit, LP. 144)
- 1956 - Tony Romano e la sua fisarmonica magica (Vis Radio, Vi.M.T. 24021)
- 1961 - Le dita magiche di Tony Romano (Fonit, LP. 182)

### Come Peppino Principe
- 1965 - Peppino Principe (Vis Radio, ViMT 08418)
- 1973 - La fisarmonica di Peppino Principe (Ri-Fi, RFL ST 14066)
- 1975 - Peppino Principe (Variety, REL-ST 19226)
- 1977 - La fisarmonica d'oro di Peppino Principe - Vol. 3 (Penny, REL-ST 19358)
- 1980 - La fisarmonica di Peppino Principe (Ricordi, ORL 8422)
- 1980 - Tango della gelosia (Ricordi, ORL 8521)
- 1981 - I draghi della fisa n° 3 (Start, LP.S 40.137)
- 1982 - Il principe della fisarmonica (Fonit Cetra, PL 639)
- 1985 - Harmonica Round the World (Diskos, LPD-794), pubblicato in Iugoslavia
- 1989 - Swing Party III - Live (Jugoton, LP-6-S 2 02468 1), con il Trio Vanje Lisaka; pubblicato in Iugoslavia
- 1996 - Ballando con la fisa
- 2006 - Fisarmonica d'oro - volume 1 (FareMusica, FBCD027)
- ----: Per voi giovani ("I più grandi successi mondiali" - Beat) (Capitan, 83)
- ----: Parata del liscio (Vis Radio, VIS LP-2021)
- ----: Principe e la sua fisa (Vis Radio, LP 465)
- ----: Peppino Principe in Germany (Elwephon Records, M.V.W.-0177-P)
- ----: I draghi della fisa (Start, CA.S 4137)
- ----: Principe fisarmonicista (Bravo Records and Music Limited, LPS-1908); pubblicato in Canada
- ----: Riderà...... (vol.III Modern) (Ital Records, LP IRS 1025); pubblicato in Canada
- ----: Peppino Principe (CGO Record, ORL 8580)
- ----: Vol. I Classic - Il volo del calabrone... (Ital Records, LP IRS 1023); pubblicato in Canada
- ----: Concertino (Capitan, C-LP 87)
- ----: Luna park (Capitan, C-LP 84)
- ----: Superliscio (Lineazzurralongplay, LA 97027)
- ----: La fisarmonica d'oro di Peppino Principe (Penny, REL-ST 19430)
- ----: Tangos and Passo Dobles (Vol. II) (Ital Records, LP IRS 1024); pubblicato in Canada
- ----: Festa in famiglia (Capitan, C-LP 86)